# Leszek Biłyk
Leszek Biłyk (ur. 9 marca 1919, zm. 25 grudnia 2006 w São Paulo) – podporucznik kawalerii Polskich Sił Zbrojnych, działacz emigracyjny. 

## Życiorys
Był synem Alfreda Biłyka – ostatniego wojewody lwowskiego. W 1937 zdał maturę w gimnazjum w Tarnopolu. W latach 1937–38 odbywał naukę w Szkole Podchorążych Rezerwy Kawalerii w Grudziądzu, następnie praktykę w 14 pułku ułanów jazłowieckich. W sierpniu 1939, w stopniu wachmistrza podchorążego, objął dowództwo III plutonu ciężkich karabinów maszynowych tego pułku. Na czele tego plutonu walczył w kampanii wrześniowej. 19 września został ranny pod Sierakowem. Odznaczony Krzyżem Walecznych. W listopadzie 1939 aresztowany przez Niemców w Łodzi, wysłany do obozu w Niemczech, skąd uciekł w 1945 do oddziałów amerykańskich, później do macierzystego 14 pułku ułanów w Szkocji. W 1946 został przeniesiony do Sztabu Naczelnego Wodza w Londynie, gdzie pełnił funkcję adiutanta generała Stanisława Kopańskiego. W 1947 zdemobilizowany, wyemigrował do Brazylii, gdzie był jednym z założycieli Stowarzyszenia Kombatantów Polskich i jego wieloletnim przewodniczącym. Odznaczony Medalem Pro Memoria.